# 8-Ball (Marvel Comics)
8-Ball il cui vero nome è Jeffrey "Jeff" Hagees, è un personaggio dei fumetti, creato da Bob Budiansky (testi) e Bret Blevins (disegni), pubblicato dalla Marvel Comics. La sua prima apparizione come Jeff Hagees è in Sleepwalker n. 1 che presenta in televisione, mentre come 8-Ball appare in Sleepwalker n. 2.

## Biografia
Jeff Hagees era un ingegnere che lavorava per il dipartimento della difesa USA per cui progettava dei sistemi di propulsione missilistica, e quando il suo lavoro gli creò un aumento di stress Hagrees iniziò a giocare a biliardo per rilassarsi. Ma prestò accumulò diversi debiti che iniziarono a insospettire i suoi superiori, che pensavano che l'ingegnere vendesse i segreti della compagnia per ripagare i debiti. Pur non avendo prove a suo sfavore Hagrees fu licenziato. In seguito unendo i suoi due talenti, l'ingegneria e la bravura nel biliardo, Hargrees creò una serie di stecche da biliardo che usava come armi e con l'identità di 8-Ball formò una gang criminale che ebbe inizialmente successo fino a quando, durante una rapina, non si scontrarono con Sleepwalker. L'eroe era sul punto di sconfiggere 8-Ball in quell'occasione ma Rick Sheridan, l'uomo a cui Sleepwalker è legato, si svegliò e richiamò dentro di sé Sleepwalker così da permettere a Hagrees di fuggire.
Nel loro successivo incontro 8-Ball quasi riuscì a sconfiggere Sleepwalker sparando su dei passanti innocenti, ma l'eroe riuscì a salvare la situazione, ma più tardi quando Sleepwalker e Rick si riunirono quest'ultimo fu attaccato da 8-Ball e Hobgoblin (Jason Macendale), ma l'inesperienza di Rick nei combattimenti fece pensare a Hagrees che non egli non poteva essere Sleepwalker. Questo non impedì a Rick di rimanere tra la vita e la morte.
In una recente avventura di She-Hulk 8-Ball si trova in un carcere di massima sicurezza, probabilmente catturato da Sleepwalker, dove tenta un'inutile alleanza con altri criminali per evadere.
Successivamente 8-Ball si allea con Whirlwind, Freezer Burn e altri criminali per eseguire un furto presso l'abitazione di Riccadonna, ma pur riuscendo nel loro intento i ladri non si accorgono di essere ripresi da una videocamera di sicurezza. Per vendicarsi Riccadonna fa dare loro la caccia per recuperare la refurtiva, e 8-Ball è ucciso nell'esplosione dalla granata a razzo di Demolitore.

## Poteri e abilità
8-Ball possedeva una laurea in ingegneria con cui era riuscito a creare la sua stecca da biliardo equipaggiata con un meccanismo che gli consentiva di amplificare di 100 volte la spinta data agli oggetti che colpiva, trasformando diversi oggetti in potenziali ordigni letali. Inoltre 8-Ball usava delle granate esplosive e fuochi d'artificio, un hovercraft di forma rotonda e delle telecamere in miniature che assomigliano a delle palle da biliardo.